# Moraxella bovis
Espèce
Moraxella bovis est une espèce de bactéries à Gram négatif de la famille des Moraxellaceae dans le phylum des Pseudomonadota. Elle est responsable de la kératoconjonctivite infectieuse bovine (KCIB).

## Taxonomie
Le nom correct complet (avec auteur) de ce taxon est Moraxella bovis (Hauduroy et al. 1937) Murray 1948.
Moraxella bovis a pour synonyme :
- Haemophilus bovis Hauduroy et al. 1937

### Étymologie
L'étymologie de l'épithète spécifique de Moraxella bovis est la suivante : bo’vis. L. masc./fem. n. bos (gen. bovis), un bœuf, un taureau, une vache; L. gen. masc./fem. n. bovis, des bovins.